# Nowdeh
Nowdeh (persiska: نوده اربابی, Nowdeh-e Arbābī, نوده, نُودِهِ خالِصِه) är en ort i Iran.   Den ligger i provinsen Semnan, i den centrala delen av landet, 100 km sydost om huvudstaden Teheran. Nowdeh ligger 848 meter över havet och antalet invånare är 251.
Terrängen runt Nowdeh är platt söderut, men norrut är den kuperad. Terrängen runt Nowdeh sluttar söderut.Runt Nowdeh är det glesbefolkat, med 9 invånare per kvadratkilometer. Närmaste större samhälle är Garmsār, 1,7 km öster om Nowdeh. Trakten runt Nowdeh består till största delen av jordbruksmark.